# Ulica Orląt Lwowskich w Zamościu
Ulica Orląt Lwowskich – jedna z głównych ulic Zamościa, która jest na całej długości jednojezdniowa.

## Historia
Ulica ta została zbudowana w 1991 roku, jednak już wcześniej istniał jej długi fragment na północ od skrzyżowania z ul. Lipską (jej przedłużenie na północ) po ulicę Zakamarek.

### Nazwa
Obecną nazwę wprowadzono w 1991 roku, kiedy dobudowano krótki odcinek na północ, do ul. Partyzantów (wyłączono spod nazwy ul. Lipskiej).

## Obecnie
Ulica Orląt Lwowskich stanowi przedłużenie ul. Lipskiej na północ, łącząc ją z ul. Partyzantów; przebiega nią także DW849. Po obu jej stronach jest głównie zabudowa jednorodzinna, którą burzy jedynie budynek II Liceum Ogólnokształcącego po wschodniej stronie (przy skrzyżowaniu z ul. Partyzantów). W kierunku południowym ma tu miejsce wyraźny, kilkumetrowy spadek wysokości.